# حت
حِت مطابق سفر پیدایش ۱۰:۱۵، دومین پسر کنعان (پسر حام)، که پسر حام، پسر نوح است. هث نیای هیتی‌ها در کتاب مقدس، دومین ملت از دوازده قوم کنعانی است که از فرزندان پسرانش در نزدیکی الخلیل زندگی می‌کردند (پیدایش ۲۳: ۳، ۷).